# BDSM

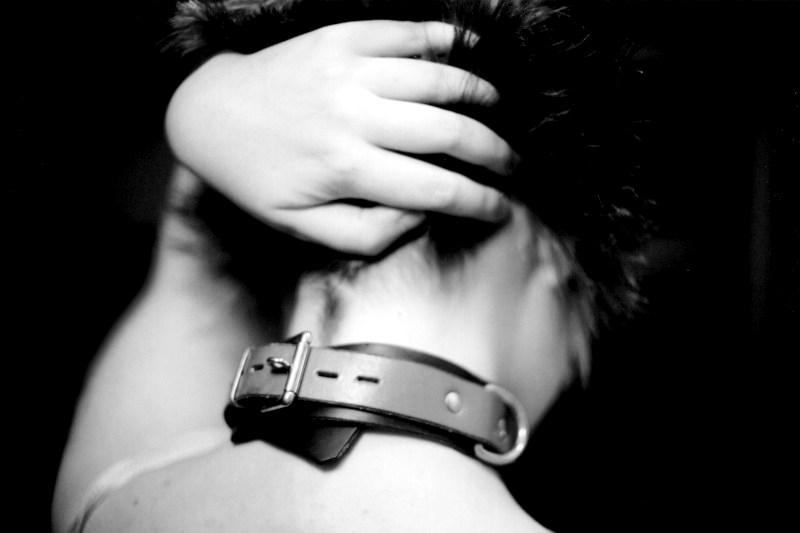
Collare, tipico simbolo BDSM

Il termine BDSM identifica la vasta gamma di pratiche relazionali e/o erotiche che permettono di condividere fantasie basate sul dolore, il disequilibrio di potere e/o l'umiliazione tra due o più partner adulti e consenzienti che da queste traggono soddisfazioni e piacere.
BDSM è infatti una sigla che sta per:
- Bondage & Disciplina (B&D)
- Dominazione & Sottomissione (D/s o Ds)
- Sadismo & Masochismo (S&M o SM)

Molte sono le pratiche che possono essere ricondotte a queste macrocategorie e ogni persona potrebbe essere interessata solo a una o a molte di esse: per questo motivo, chi ha l'intenzione di cominciare a fare BDSM con un nuovo partner solitamente avvia un aperto confronto sui reciproci gusti, arrivando in alcuni casi a dettagliate contrattazioni su quanto si andrà a fare.
All'interno della comunità BDSM non mancano momenti di pura convivialità e socializzazione, attraverso incontri chiamati munch ospitati in luoghi pubblici. I munch, che non prevedono lo svolgimento di alcuna attività BDSM e non richiedono nessun dresscode, rappresentano anche un'opportunità per curiosi e neofiti per familiarizzare con i temi e la filosofia cari a questo ambiente.

## Ruoli nel BDSM
Un rapporto BDSM, che sia un incontro occasionale (detto anche sessione) o una vera e propria relazione strutturata nel tempo, prevede una parte che abbia il controllo sull'altra. La prima cosa che ogni persona interessata al BDSM è quindi chiamata a scegliere è se vuole essere la persona dominante o la persona sottomessa. Le persone che sono interessate a entrambi i lati del rapporto sono chiamate switch. Uno o una switch può scegliere di avere un rapporto nel ruolo di dominante con una persona e di sottomesso con un'altra (contemporaneamente o in momenti diversi della sua vita), oppure scegliere di cercare un (o più) partner switch con cui vivere una fluidità di ruoli.
Il rapporto tra un dominante e un sottomesso viene chiamato D/s.
In realtà, però, Ds è solo una parte della sigla e alcune persone sono interessate solo ad alcuni degli aspetti. Le persone interessate a realizzare pratiche BDSM ma senza creare dinamiche di dominazione o sottomissione vengono chiamate "top"  (se apprezzano il ruolo attivo) o "bottom", per chi preferisce essere passivo. I cosiddetti Dom e sub (dominante e sottomesso/a) possono essere sia top che bottom o perfino switch, senza un ruolo fisso.
Al contrario si chiamano master o mistress, in italiano padrone o padrona, le persone con una relazione continuativa nel tempo in cui la parte Ds è preponderante. Il loro corrispettivo è slave, ossia schiavo o schiava.

## Consenso

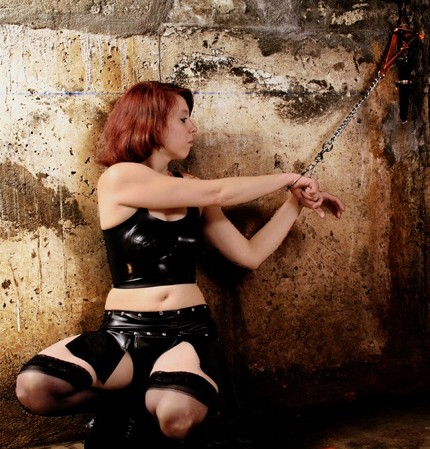
Donna incatenata a un muro

Il BDSM ha come sua regola base il consenso pieno di entrambe le parti. Si tratta di pratiche erotiche che anche se talvolta a uno sguardo esterno possano apparire come atti di violenza sono invece desiderate da tutti i coinvolti. Nel BDSM, perché si possa chiamarlo tale, non c'è costrizione, coercizione o plagio.
Viene instaurato un accordo paritario tra persone consapevoli e anche se successivamente questo accordo può venire a sancire la sottomissione di una parte all'altra, deve restare sempre la possibilità di cambiare idea in qualunque momento e per qualunque motivo. A questo scopo, è molto utile accordarsi sull'uso di una specifica parola di sicurezza, safeword, che funga da segnale inequivocabile per l'interruzione della dinamica.
Il fine ultimo resta il benessere di tutti. Benessere che non sempre o non necessariamente equivale a un soddisfacimento sessuale, dal momento che in alcune persone è proprio la frustrazione, la sofferenza o il dolore a procurare un intenso piacere mentale o l'idea che il proprio piacere non sia garantito ma dipenda dall'arbitrio di un'altra persona.

Nel corso del tempo in tanti si sono cimentati nel tracciare il quadro etico dentro il quale inserire il BDSM. Tra tutti va menzionata la famosa formula coniata dall'attivista David Stain nel 1984: "Safe, Sane and Consensual" (SSC), che può essere tradotta in italiano con Sicuro, Sano e Consensuale, con lo scopo:
La sigla SSC ebbe un enorme successo fino a diventare una bandiera.
Nel 1999 un altro attivista del BDSM, Gary Switch, notò come molte persone si nascondessero dietro una definizione di sano e sicuro falsamente assoluta, invece di riflettere di volta in volta su questi concetti in realtà sempre dubbi e approssimati (niente può essere sicuro al 100%). Così propose la sigla RACK "Risk Aware Consensual Kink" traducibile come "gioco erotico consensuale con consapevolezza del rischio".

## Simboli del BDSM

Bandiera della subcultura leather

Emblema BDSM a forma di triscele